# Гасдрубал Красивый
Гасдруба́л Краси́вый (умер в 221 году до н. э.) — карфагенский политический деятель и военачальник, зять Гамилькара Барки. После гибели последнего в 228 году до н. э. стал правителем карфагенских владений в Испании и существенно их расширил.

## Биография

### Начало карьеры
Первые упоминания Гасдрубала в источниках относятся к 230-м годам до н. э., когда он был успешным карфагенским политиком-демагогом. Аппиан говорит, что Гасдрубал лучше других умел «добиваться расположения народа». Военачальник Гамилькар Барка, только что подавивший Великое восстание наёмников и привлечённый к суду своими политическими противниками, заключил с Гасдрубалом союз и выдал за него свою дочь; помощь зятя позволила ему избежать суда и возглавить армию в новых войнах на территории Африки.
Некоторые источники утверждают, что Гасдрубал был любовником Гамилькара. Карфагенский блюститель нравов якобы запретил им видеться, и для обхода этого запрета Гамилькар выдал за Гасдрубала свою дочь. Но Корнелий Непот называет эту информацию сплетнями, а Ливий вкладывает рассказ об этом в уста главного врага Баркидов. У того же Ливия изложена компромиссная версия: «Сначала, говорят, он [Гасдрубал] понравился Гамилькару своей красотой, но позже сделался его зятем, конечно, уже за другие, душевные свои свойства».
В любом случае с этого момента судьба Гасдрубала была связана с судьбой его тестя. Он последовал за Гамилькаром в Испанию (237 год до н. э.), а затем, выполняя его приказ, подавил восстание в Нумидии. При этом 8 тысяч нумидийцев были убиты, а две тысячи были взяты в плен; остальные стали данниками Карфагена. В 228 году до н. э., когда Гамилькар погиб в ходе войны с иберийским племенем ориссов, Гасдрубал был триерархом в его флоте.

### Командование в Испании
Детали прихода Гасдрубала к власти после гибели его тестя неизвестны. Вероятно, он получил власть из рук солдат, а затем, являясь неофициальным главой аристократической группировки Баркидов, смог добиться своего официального утверждения в качестве наместника.
Гасдрубал собрал большую армию, включавшую 50 тысяч пехотинцев, 6 тысяч всадников и 200 слонов, и с ней разгромил ориссов и перебил всех, виновных в гибели Гамилькара. Были взяты двенадцать орисских городов. В дальнейшем он действовал в первую очередь мирными средствами, используя свой дар говорить убедительно для установления с иберийскими вождями отношений дружбы и гостеприимства, но не отказываясь и от войн с нежелающими покориться. В рамках этой политики Гасдрубал женился на дочери одного из местных вождей.
Гасдрубал продолжал, вслед за своим тестем, отправлять часть захваченной в Испании добычи на родину для расширения числа своих сторонников. Согласно Корнелию Непоту, он «стал первым полководцем, чья щедрость развратила старинные нравы карфагенян».
Важным шагом в оформлении карфагенского владычества в Испании стало основание Гасдрубалом города Новый Карфаген. Благодаря своему удобному месторасположению этот город быстро стал одним из важнейших торговых центров Западного Средиземноморья.

### Договор с Римом
Завоевания Гасдрубала в Испании создали угрозу для греческих колоний в Западном Средиземноморье, включая Массилию, и вызвали беспокойство Рима. Возможно, именно массилийцы стали инициаторами заключения договора между Римом и Гасдрубалом о разграничении сфер влияния.
В источниках нет единого мнения о содержании договора. Согласно Полибию, его условия сводились к ограничению карфагенских завоеваний южным берегом реки Ибер. Согласно Ливию (эта версия традиции, видимо, идёт от Катона Цензора), договор разделил Ибером сферы влияния Карфагена и Рима, при этом предусмотрев независимость для Сагунта, находившегося к югу от реки. Согласно римским историкам, нарушение карфагенянами этого пункта договора стало в последующем непосредственным поводом для начала Второй Пунической войны. 
В историографии выдвигались различные гипотезы об условиях договора, о его статусе и соответственно о степени ответственности каждой из сторон за развязывание конфликта. Так, существуют мнения, что договор не был ратифицирован в Карфагене, что он представлял собой только закрепление в письменной форме личной клятвы Гасдрубала, ни к чему, таким образом, не обязывая ни его преемника, ни Карфагенское государство. Есть гипотеза о существовании наряду с подписанным карфагенской стороной вариантом договора (о котором говорит Полибий) другого варианта, подложного, где появился пункт о Сагунте.

### Гасдрубал и Ганнибал
Одной из важных тем в первоисточниках являются взаимоотношения между Гасдрубалом и сыном его предшественника Ганнибалом. На момент гибели Гамилькара Барки Ганнибалу было 18-19 лет, и он находился в Испании. Ливий сообщает, что за три года до своей гибели (то есть в 224 году до н. э.) Гасдрубал вызвал юношу к себе из Карфагена. Отсюда следует, что он отослал своего шурина в Африку вскоре после прихода к власти. Это могло быть связано с желанием Гасдрубала на время избавиться от своего потенциального конкурента.
Вызов Ганнибала в Испанию обсуждался в карфагенском сенате. Ливий вложил в уста главного врага Баркидов Ганнона утверждение, что Гасдрубал якобы хочет сделать Ганнибала своим любовником подобно тому, как с ним самим поступил Гамилькар, и предостережение от отправки Ганнибала в «отцовское царство». Тем не менее большинство одобрило отъезд молодого Баркида. Следующие три года Ганнибал служил под командованием Гасдрубала, демонстрируя исполнительность и умение выполнять самые разные поручения.
В то же время Ливий в другом месте пишет, что в 202 году до н. э. Ганнибал прибыл в Карфаген после 36-летнего отсутствия, а другие источники не сообщают о его пребывании на родине в 220-е годы. Возможно, главы Ливия о вызове Гасдрубалом Ганнибала в Испанию являются поздней вставкой.

### Гибель
В 221 году до н. э. Гасдрубал был убит кельтом-рабом, мстившим за своего казнённого прежде хозяина. Согласно Аппиану, это произошло на охоте, согласно Полибию — в собственном доме Гасдрубала. Убийца был подвергнут жесточайшим пыткам и казнён, а испанская армия провозгласила своим командующим сына Гамилькара Барки Ганнибала.

## В художественной литературе
Гасдрубал действует в повести Александра Немировского «Слоны Ганнибала».